# تلمبه احمد
تلمبه احمد، روستایی در دهستان نجف‌آباد از توابع بخش مرکزی شهرستان سیرجان در استان کرمان است.